# منطقة القصيم
منطقة القصيم هي إحدى المناطق الإدارية الثلاث عشرة التي حددها نظام المناطق السعودي. ومقر إمارتها بريدة، ويتولى إمارتها الأمير فيصل بن مشعل بن سعود آل سعود.

## الموقع
تقع القصيم وسط المملكة العربية السعودية في طريق القوافل من مكة المكرمة إلى بلاد ما بين النهرين، وتمتد قاعدة المثلث من شمال محافظة الأسياح، وشمال قريتي القصيباء والقوارة إلى الجنوب من وادي التروس شمالاً إلى نهاية محافظة المذنب جنوباً بطولٍ يمتد 270 كم، ويحد القصيم من الجهة الشمالية والشمالية الغربية حدود إمارة حائل التي تنحصر بين قرية الكهفة التابعة لمنطقة حائل وقرى القوارة وقصيباء التابعة للقصيم من الجانب الآخر.

## أصل التسمية
جاء في لسان العرب أن القَصِيمة ما سهل من الأرض وكثر شجره، وذكر الصحاح في اللغة أن القَصِيمة هي رملة تنبت الغضا، والجمع قَصيم. وقال أبو حنيفة الدينوري: القَصِيم بغير الهاء أجمة الغضا أي الشجر الكثير الملتف من الغضا.

### في الشعر
قال أنيف بن جبلة:
وقال ابن السكيت:
وقال شاعر يصف صيادًا:

## التقسيم الإداري
تنقسم المنطقة الإدارية في السعودية لمحافظات ويتبع لهذه المحافظات تجمعات سكانية بمسميات مختلفة مثل أحياء ومراكز وقرى. ويتبع لمنطقة القصيم إدارياً 13 محافظة، وتعتبر مدينة بريدة هي العاصمة الإدارية لها. النظام الإداري في السعودية يقسم المحافظات لفئات وهي (أ) و (ب). عدد المحافظات ذات الفئة (أ) في القصيم ست، وعدد المحافظات ذات الفئة (ب) ثمان، هذا بالإضافة لمدينة بريدة، العاصمة الإدارية لمنطقة القصيم ومقر الإمارة.

### المحافظات (عددها 14، مرتبة بعدد السكان)
1. بريدة (العاصمة الإدارية لمنطقة القصيم).
2. عنيزة (محافظة فئة أ).[11]
3. الرس (محافظة فئة أ).[12][13]
4. البكيرية (محافظة فئة أ).[14]
5. البدائع (محافظة فئة أ).[15]
6. النبهانية (محافظة فئة ب).[16]
7. المذنب (محافظة فئة أ).[17]
8. الأسياح (محافظة فئة ب).[18]
9. رياض الخبراء (محافظة فئة ب).[19]
10. عيون الجواء (محافظة فئة ب).[20]
11. ضرية (محافظة فئة ب).[21]
12. عقلة الصقور (محافظة فئة ب).[22]
13. الشماسية (محافظة فئة ب).[23]
14. أبانات (محافظة فئة ب).[13][24]

## الجغرافيا
تقع منطقة القصيم في وسط المملكة العربية السعودية. يحدها من الشمال والشمال الغربي منطقة حائل، ومن الشرق المنطقة الشرقية، ومن الجنوب السر والوشم التابعة لمنطقة الرياض، ومن الغرب منطقة المدينة المنورة وحائل. وتبعد حدودها الغربية والشرقية عن سواحل البحر الأحمر والخليج العربي مسافةٍ متساوية تقريبًا تقدر بـ 500 كيلومتر. وتبلغ مساحة منطقة القصيم حوالي 73,000 كم2 تمثل 3.2% من إجمالي مساحة المملكة. يصل أقصى اتساع لها حوالي 480 كيلومتر من الشمال إلى الجنوب و 400 كيلومتر من الشرق إلى الغرب.

### التضاريس
تتألف منطقة القصيم بشكل أساسي من أرض مسطحة أو متموجة تموجًا بسيطًا تنتشر فيها من غير انتظام نتوءات الجبال الصخرية المحلية أو الجروف الضحلة. ويتراوح ارتفاع المنطقة كلها ما عدا النتوءات الجبلية من 600 متر في الشرق إلى 900 متر في الغرب أما ارتفاع الجبال فيتراوح من 1,100 متر إلى 1,300 متر. الاختلاف الطبيعي ملحوظ بين الأطراف الشرقية والغربية من المنطقة حيث يشكل الطرف الغربي من المنطقة جزءًا من الكتلة الأرضية القديمة للدرع العربي بينما يتألف الطرف الشرقي من الصخور الرسوبية حديثة التكوين. وبالتالي فإن المعالم الطبيعية للطرف الغربي أكثر تعقيدًا وتنوعًا وهو أيضًا موقع النتوءات الجبلية الرئيسية. أما الطرف الشرقي فيتميز بسهوله ذات الانحدار البسيط وجروفه الضحلة المتجهة اتجاهًا واضحًا من الشمال إلى الجنوب. مناطق الصحاري الرملية بالقصيم محدودة وتقع مناطقها الرئيسية في أقصى شرق وشمال المنطقة.

#### وادي الرمة
يعتبر وادي الرمة أهم ظاهرة طبيعية في منطقة القصيم، إذ يعبر المنطقة كلها من الغرب إلى الشرق كما أنه أطول واد بشبه الجزيرة العربية إذ يبلغ طوله الحالي 600 كلم من منبعه قرب المدينة المنورة إلى مصبه في رمال الثويرات شرقي القصيم. ويتصل بوادي الرمة عشرات الأودية من الشمال والجنوب. ومن الأودية التي تتصل به من الناحية الشمالية وادي المحلاني، وادي مرغالة، شعيب صبيح وشعيب الدليمية، أما من الناحية الجنوبية فيتصل به وادي الجفن، وادي الرجلة، وادي الجرير، شعيب جرار، شعيب الداث، شعيب الخشيبي، وادي دخنة، وادي النساء. كما أن وادي الرشاء كان يتصل بوادي الرمة قريبا من محافظة عنيزة، ولكن نفوذ الشقيقة وقف حائلا بين الواديين في الوقت الحاضر.

### السكان
تعداد السعودية 2022
بلغ عدد سكان منطقة القصيم (1,336,179) نسمة حسب تعداد السعودية 2022، يمثل السعوديون نسبة 69,3%، وغير السعوديين نسبة 30,7%، وجاءت منطقة القصيم في المرتبة السابعة من حيث عدد السكان في ترتيب المناطق السعودية.
2018
تحتل منطقة القصيم المرتبة 7 في ترتيب المناطق السعودية من حيث السكان بعد منطقة مكة المكرمة، والرياض، والشرقية، وعسير، والمدينة المنورة، وجازان. يُقدر مسح الخصائص السكانية، الصادر من الهيئة العامة للإحصاء لعام 2018م، إجمالي عدد سكان منطقة القصيم بـ (1,455,693) نسمة، بلغ عدد المواطنين السعوديين منهم (1,025,915) ينقسمون إلى (519,029) من الذكور و(506,886) من الإناث. فيما بلغ عدد المقيمين من غير السعوديين (429,778) ينقسمون إلى (322,511) من الذكور و(107,267) من الإناث.
ومن حيث الفئات العمرية تتواجد الفئة العمرية 35-39 في الترتيب الأول بواقع (150,289) من إجمالي عدد السكان. تسكن الأسر السعودية في القصيم ما مجموعه 152,068 مسكناً تتوزع إلى 86,365 فيلا و 28,716 دور في فيلا و 12,251 شقة و 23,588 منزل شعبي و 979 دور في منزل شعبي و 169 أخرى. ويتكلم أهل القصيم باللهجة العربية القصيمية.

#### التطور السكاني
| 1992    | 2004      | 2010      | 2014      | 2017      | 2022      |
| ------- | --------- | --------- | --------- | --------- | --------- |
| 750,979 | 1,015,972 | 1,234,531 | 1,370,727 | 1,423,935 | 1,336,179 |

### المناخ
المناخ قاري صحراوي، حار جاف صيفًا بارد مُمطر شتاء، وتبلغ درجة الحرارة صيفًا 45°م، وفي الشتاء تصل إلى 3- ما دون الصفر ومتوسط سقوط المطر 145 ملم.

## الموارد

### المياه الجوفية
توفر مصادر المياه الجوفية جميع المياه المستهلكة تقريبًا بمنطقة القصيم، حيث يقدم خزان الساق الجوفي وحده حوالي 080/0 من إجمالي إمدادات المياه. وتأتي بقية المياه المستهلكة بصورة رئيسية من خزانات المياه الجوفية الأخرى الأحدث تكوينًا مثل تكوينات تبوك والخف والجلة. وتقع جميع هذه الخزانات الجوفية في الجزء الشرقي من المنطقة حيث تنتظم في صف يمتد في اتجاه شمالي غربي وجنوبي شرقي.

### المعادن
توجد كميات ضخمة من حجر البوكسيت بشمال شرق منطقة القصيم لم يتم استغلالها حتى الآن، كما يتوفر الذهب بمنجم الصخيبرات. وتنحصر التنمية المعدنية بالقصيم حاليًا في قطاع المعادن اللافلزية وتشتمل الرواسب في المنطقة على الملح الذي يوجد في القرعاء, وضاري, ويكون الملح بكميات كبيرة، فهو ينبع من الأرض على هيئة ماء، فيبقى الملح على وجهها، فيتجمد، حتى يغدو ملحاً صخرياً، يستفيد منه السكان والكاولين والجبس وكذلك الصخور الجوفية القاعدية والرخام للاستعمالات في تزيين المباني، وهذه الرواسب هي الأساس للصناعات الحالية في الإسمنت والبلاط بالمنطقة.

## المهرجانات والفعاليات

### مهرجان بريدة للتمور
يقام مهرجان التمور في بريدة كاحتفالية سنوية من قبل المزارعين، ويستمر لمدة 75 يومًا حيث يضم أكثر من 200 ألف طن من حصاد التمور لأكثر من 8 ملايين نخلة، ويسجل يوميًا ارتفاعًا ملحوظًا في المبيعات التي تتجاوز 25 مليون ريال، حيث تتجمع أكثر من 1750 سيارة نقل محملة ب350 كلغ تقريبا لكل سيارة. ومن أصناف التمور التي تجدها في مهرجان بريدة، تمر السكري الذي يعد من أشهر تمور القصيم ويمثل حوالي 85% من الإنتاج المحلي للقصيم، كما توجد أيضًا أنواع فاخرة أخرى مثل البرحي والنتبة سيف والرشودي والخلاص حيث يوجد في المملكة أكثر من 23 مليون نخلة وتنتج حوالي 400 صنف. وفر المهرجان فرص عمل كبيرة للسعوديين حيث يسمح لهم بتجارة التمور على مستوى ضيق ومتوسط وكبير، كما أنه يوفر لهم فرص العمل بالمصانع لتعبئة نقل وتغليف التمور بدءا من كل موسم للحصاد. يعتبر مهرجان بريدة للتمور الفعالية الأبرز على مستوى منطقة القصيم يقع السوق جنوب طريق الملك عبد العزيز ويفد إليه آلاف الأشخاص لشراء التمور. يعود تاريخ هذا السوق لأكثر من ستين عامًا حيث يقام في كل سنة من بدء حصاد التمور في شهر أغسطس ويستمر لمدة ثلاثة شهور.

### مهرجان الكليجا
يعتبر مهرجان الكليجا مناسبة سنوية تقوم فيها الأسر المنتجة بعرض الأكلات الشعبية، منها الكليجا التي تشتهر بها المنطقة وسمي المهرجان بإسمها، يقام المهرجان في مدينة بريدة، ويعتبر من أكبر المهرجانات العائلية على مستوى المنطقة، وأقيم مهرجان الكليجا للمرة التاسعة في شهر أبريل 2017.

### مهرجان الرمان
يقام مهرجان الرمان في منطقة القصيم في مركز الشيحية بمحافظة البكيرية. ويحظى هذا المهرجان بمتابعة اعلامية واهتمام أبناء المنطقة، حيث تعرض أجود أنواع الرمان والشتلات من إنتاج مزارع الشيحية والمنطقة عموما. تم إقامة أول مهرجان للرمان في القصيم شهر أكتوبر لعام 2017 تحت رعاية أمير المنطقة صاحب السمو الملكي الأمير الدكتور فيصل بن مشعل بن عبد العزيز آل سعود.

### مهرجان العنب
يقام مهرجان العنب في مركز البسيتين التابع لمحافظة عيون الجواء ويحظى برعاية كريمة من الأمير الدكتور فيصل بن مشعل بن سعود ويتم فيه عرض أجود أنواع العنب التي تزخر فيه المنطقة ويصاحبه عدد من الفعاليات الأخرى كالمعارض والترفيه والأسر المنتجة .

## الحدائق والمنتزهات البرية
- الحدائق

- حديقة العقيلات
- حديقة الاستاد
- حديقة الملك خالد
- حديقة الملك فهد
- حديقة البصر
- حديقة المنتزه
- حدائق شرق القصور
- حدائق الإسكان
- حديقة المحفل
- حديقة وشلال طريق الرياض
- حديقة وشلال البلدية
- حديقة الأشرفية
- حديقة الحيوانات
- حديقة المطار
- حديقة النزهة
- حديقة الألعاب الترفيهية
- حدائق وشلالات مدينة الرس
- حديقة وشلالات مدينة البكيرية
- حدائق وشلالات مدينة المذنب

- المنتزهات البرية

- المستوى
- شعيب النبقي
- الشقيقة
- نفود الهدية
- الترمس
- غضي.[35]

## النباتات البرية
- الغضا (الغضى)
- الرمث
- شجيرة الشيح
- العرفج
- الجثجاث
- العاقول
- العلند
- السبط أو السباط
- الضعة
- الحمرة أو الغرز
- القرضى
- الأرطى
- البسباس
- الربلة
- الرمرام
- العشار
- الحرمل
- غزالة
- سنامكه.[36]

## الخدمات

### الرعاية الصحية
يوجد بالمنطقة العديد من المستشفيات والمراكز الصحية التي تقدم خدماتها العلاجية والوقائية للمواطنين والوافدين وزوار المنطقة، ومنها ما يتبع وزارة الصحة ومنها ما يتبع القطاعات العسكرية بالدولة، وتتركز أكثرها وأهمها في مدينة بريدة (العاصمة الإدارية للمنطقة) ومن أبرز تلك المستشفيات:
- مستشفى الملك فهد التخصصي ببريدة.
- مستشفى بريدة المركزي.
- مستشفى الولادة والأطفال ببريدة.
- مستشفى قوى الأمن ببريدة.
- مستشفى الدكتور سليمان الحبيب ببريدة.
- مستشفى الفريح ببريدة.
- مستشفى القصيم الوطني ببريدة.
- مركز الأمير فيصل بن بندر للأورام ببريدة.
- مستشفى الصحة النفسية ببريدة.
- مستشفى الملك سعود بعنيزة.
- مستشفى الشفاء للنقاهة بعنيزة.
- مستشفى المذنب العام.
- مستشفى البكيرية العام.
- مركز الأمير سلطان للقلب.
- مستشفى الحياة الوطني بعنيزة.
- مستشفى النبهانية العام
- مستشفى قصيباء العام
- مستشفى عيون الجواء
- مستشفى القوارة العام
- مستشفى الرس العام.
- مستشفى الأسياح العام.
- مستشفى عقلة الصقور.
- مستشفى البدائع العام.
- مستشفى رياض الخبراء

## التعليم
كانت بداية التعليم في منطقة القصيم عن طريق الكتاتيب؛ وهي المدارس والحلق الأهلية التي يقوم عليها بعض رجالات العلم من الأئمة والقضاة ولم تظهر بصورة واضحة وكبيرة إلا بعد استتباب الحكم فيها والطاعة لحكم آل سعود. وبدأ التعليم النظامي في القصيم ضمن أمر ملكي بإنشاء تسع مدارس كان نصيب القصيم اثنتان واحدة في بريدة والأخرى في عنيزة وذلك عام 1356هـ. وفي عام 1375هـ صدر قرار وزاري بإنشاء إدارة للتعليم بالقصيم وكان عدد المدارس عند إنشاء إدارة التعليم 47 مدرسة وعدد طلابها 3233 طالباً. استمرت أعداد المدارس والطلاب والمعلمين في زيادة حتى وصلت في العام الدراسي 1422هـ ـ 1423هـ إلى النحو التالي: 252 مدرسة ابتدائية و 146 مدرسة متوسطة و 82 مدرسة ثانوية.

### جامعة القصيم
تقع جامعة القصيم في منطقة متوسطة بين مدن ومحافظات منطقة القصيم وعلى بعد 4 كيلومتر من مطار الأمير نايف وتبلغ مساحة موقعها ما يزيد عن 7.8 مليون م2. تأسست الجامعة في عام 2002 حيث كانت قبل ذلك مكونة من 7 كليات تابعة لجامعة الإمام محمد بن سعود الإسلامية وفرع تابع لجامعة الملك سعود. تطورت الجامعة فيما بعد إذ تشمل حاليًا على 35 كلية و 12 عمادة وينتسب لها أكثر من 5000 عضو هيئة تدريس وموظف. ويبلغ عدد طلابها ما يزيد عن 52000 طالب. يُدرس في جامعة القصيم ما يزيد عن 71 تخصص في المجالات المختلفة الشرعية والعربية والإنسانية، وكذلك في التخصصات العلمية والهندسية والصحية. بالإضافة إلى المدينة الجامعية التي تحوي 12 كلية، تتوزع مجموعة من الكليات في مدن ومحافظات ومراكز منطقة القصيم. حيث توجد 7 كليات في بريدة و 5 في عنيزة و 4 في الرس وكليتان في البكرية وكلية في كل من المذنب وعقلة الصقور والبدائع وضرية والأسياح.
يدير جامعة القصيم الدكتور محمد بن فهد الشارخ.

## المواصلات

### النقل الجوي

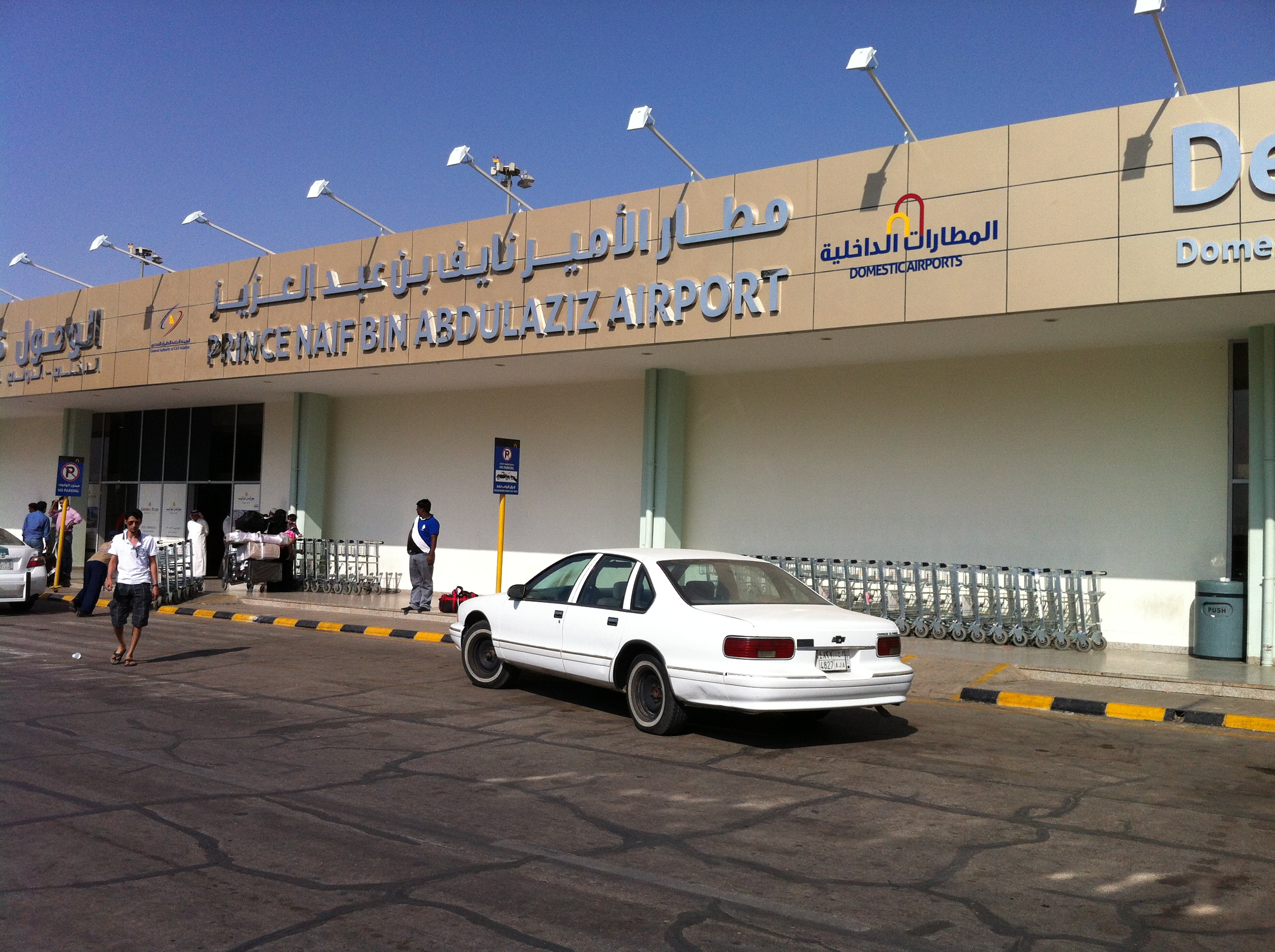
واجهة مطار الأمير نايف بن عبد العزيز

يخدم منطقة القصيم مطار الأمير نايف بن عبد العزيز الدولي الذي تأسس في عام 1974 ويبعد عن العاصمة الإدارية لمنطقة القصيم حوالي 20 كم. تهبط فيه أكثر من 85 رحلة دولية أسبوعيًا تستوعب 974 ألف راكب حسب إحصائية عام 2013.
انطلقت الرحلات الجوية إلى القصيم في أواخر الأربعينات، عندما أمر الملك عبد العزيز بإنشاء مطار صغير ومدرج ترابي بمدينة بريدة. ثم تلى ذلك إنشاء مطار ترابي في عنيزة والرس. استمرت المطارات الترابية حتى عام 1964 عندما تم افتتاح مطار القصيم المركزي في منطقة المليداء غربي بريدة. ألغيت جميع المهابط الترابية القديمة في المدن واستمرت كذلك حتى إنشاء المطار الحالي في نفس المنطقة. يوجد بالمطار مدرج لهبوط الطائرات بطول 3,000 متر وعرض 45 متر، إضافة إلى ممر موازي بطول 3,230 متر ومدخل ممر موازي بطول 191 متر. يضم المطار ساحة خاصة لوقوف الطائرات وبرجا للمراقبة بطول 14 متر.

### سكك الحديد
يَمر بمنطقة القصيم قطار الشمال الجنوب منطلقًا من العاصمة الرياض إلى المجمعة وصولًا إلى منطقة القصيم، ويواصل مسيره إلى حائل ثم الجوف والقريات بمسافة تصل إلى 1250 كيلومترًا. أنشأت الشركة السعودية للخطوط الحديدية الشبكة بأكملها بطول تجاوز 2750 كيلومترًا حيث اكتمل خط التعدين وتم تشغيله عام 2014 وتلاه إكمال خط الركاب بـ 1250 كيلومتر الذي دشن يوم 26 فبراير 2017. تنقسم الرحلات في القطار إلى قسمين: الأول في القطارات النهارية حيث تشمل قاطرتين وتسع عربات مختلفة الأنواع والاستخدامات، منها أربع عربات للدرجة الاقتصادية، وثلاث عربات لدرجة الأعمال، وعربة المطعم، وعربة لنقل الأمتعة، ويبلغ الطول الإجمالي للقطار 280 مترًا ويتسع لـ 444 راكباً، ويسير بسرعة 200 كيلو متر في للساعة. القسم الثاني من الرحلات هو القطار الليلي الذي يستخدم للمسافات الطويلة، ويتكون من قاطرتين و 13 عربة مختلفة الأنواع، منها ثلاث عربات للدرجة الاقتصادية، وعربة واحدة لدرجة الأعمال، وثلاث عربات لمقصورات النوم، وأربع عربات لشحن السيارات، وعربة الوجبات الخفيفة، وعربة لنقل الأمتعة، ويبلغ الطول الإجمالي للقطار 383 متراً ويتسع لـ377 راكباً. كما توجد به مرافق لذوي الاحتياجات الخاصة.

### حافلات القصيم
حافلات القصيم هي خدمة نقل عام حديثة في منطقة القصيم بالمملكة العربية السعودية، تهدف إلى تحسين التنقل وربط المدن الرئيسية في المنطقة مثل بريدة وعنيزة. يقوم المشروع بتشغيل شبكة خطوط متكاملة تمتد على مسافة إجمالية تبلغ حوالي 508 كم وتشمل 210 محطة توقف تغطي أغلب نقاط الجذب والمناطق الحيوية. يعتمد المشروع على أسطول مكوَّن من 73 حافلة حديثة مجهزة بوسائل الراحة والسلامة، وتستوعب كل منها ما يصل إلى 89 راكباً، كما أنها مُهيأة لخدمة ذوي الاحتياجات الخاصة. تعمل الحافلات على مدار 18 ساعة يومياً، بدءاً من الساعة 5:30 صباحاً وحتى 11:30 مساءً، مما يسهم في تقديم خدمة نقل فعالة ومنظمة للمواطنين والمقيمين في المنطقة. كما يُتيح التطبيق الإلكتروني الخاص بالخدمة للمستخدمين تحميل التطبيق، إصدار بطاقة النقل، تحديد المسارات واختيار المحطات، مما يجعل عملية استخدام الخدمة سهلة وميسرة.

## تاريخ القصيم

### قبل الانضمام للسعودية
كانت كل محافظة مستقلة بأمرائها ولا يوجد أمير للقصيم تتبع له جميع مدن القصيم وقراها. وبريدة هي مقر إمارة القصيم الآن. تولى في السابق إمارة بريدة عدد من أفراد عائلة آل أبو عليان من العناقر من بني تميم وتولى من بعدهم أفراد من عائلة المهنا أبا الخيل من آل نجيد من المصاليخ من قبيلة عنزة قبل انضمام مدينة بريدة إلى السعودية:

- الأمير راشد الدريبي عام 985 هـ
- الأمير حمود بن عبد الله الدريبي عام 1153 هـ
- الأمير راشد بن حمود الدريبي عام 1154 هـ
- الأمير عبد الله بن حسن عام 1183 هـ
- الأمير راشد بن حمود الدريبي عام 1188 هـ
- الأمير عبد الله بن حسن عام 1189 هـ
- الأمير حجيلان بن حمد عام 1190 هـ
- الأمير عبد الله بن حجيلان بن حمد عام 1234 هـ
- الأمير رشيد سليمان الحجيلان عام 1235 هـ
- الأمير عبد الله بن محمد بن عبد الله بن حسن عام 1235 هـ
- الأمير محمد العلي العرفج عام 1237 هـ
- الأمير عبد العزيز بن محمد بن عبد الله عام 1243 هـ
- الأمير عبد المحسن بن محمد بن عبد الله عام 1266 هـ
- الأمير عبد العزيز بن محمد بن عبد الله عام 1267 هـ
- الأمير عبد الله بن عبد العزيز بن عدوان عام 1275 هـ
- الأمير محمد الغانم عام 1276 هـ
- الأمير عبد العزيز بن محمد بن عبد الله عام 1276 هـ
- الأمير عبد الرحمن بن إبراهيم عام 1277 هـ
- الأمير مهنا بن صالح بن حسين أبا الخيل عام 1280 هـ
- الأمير  حسن بن مهنا بن صالح أبا الخيل عام 1292هـ
- الأمير عبد الرحمن بن ضبعان من قبل ابن رشيد عام 1308هـ
- الأمير سعد بن عبد الرحمن القرف الحازمي الحربي  من قبل عبد العزيز بن متعب الرشيد 1315 - 1316 هـ، وسنة 1318 هـ [ للمرة الثانية ]
- الأمير  صالح بن حسن بن مهنا أبا الخيل عام 1322هـ
- الأمير  محمد بن عبد الله بن مهنا أبا الخيل عام 1324هـ

[بحاجة لمصدر]

## الآثار
| الاسم            | معلومات | الموقع      | تاريخ الإنشاء |
| ---------------- | --- | ----------- | ------------- |
| برج الشنانة      | برج مبني من الطين شُيّد بغرض الاستطلاع والمراقبة يبعد عن محافظة الرس من الجهة الغربية مسافة 7 كيلو تقريبًا. شُيّد برج الشنانة في عام 1756 و رُمّم مرتين الأولى في 1979 والثانية في 2001. يبلغ ارتفاع البرج نحو 27 م ويأخذ البرج شكلًا مخروطيًا قاعدته مستديرة الشكل بمحيط 21 م تقريبًا. يتكون البرج من عشرة أدوار، وأسقف الطوابق فيه من الخشب الأثل وجريد النخيل وحُفر فيه عدة حفر تستخدم للنزول والصعود من دورٍ إلى آخر كما وضع له سور حجري يحتوي على غرف لاستقبال الزوار | الرس        | 1756          |
| مقصورة السويلم   | قصر أثري كبير يتبعه عدد من الملاحق التي بناها أمير البكيرية السابق عبد الله بن سويلم بن عثمان آل سويلم بعد نشأة البكيرية بوقت ليس بالطويل، واستقبل القصر العديد من الملوك والأمراء ومن أبرزهم الإمام فيصل بن تركي، والملك عبد العزيز أثناء زيارته للبكيرية عام 1355 هـ، والأمير تركي الأول بن عبد العزيز آل سعود، ولا زالت هذه المقصورة قائمة إلى اليوم تستقبل ضيوفها كما كانت من قبل.                                                                         | البكيرية    | 1800          |
| قرية الخبراء     | كانت بلدة زراعية مهمة في منطقة القصيم. تبلغ مساحة المنطقة 80,000 م2 وتحوي على 350 منزل بمختلف الاحجام وتتكون من مباني طينية مكونة من طابق أو طابقين تتوسطها ساحة كبيرة تحيط بالأحياء بالمنطقة كما يوجد فيها 59 محل. | الخبراء     | 1703          |
| حصاة النصلة      | سميت بالنصلة لأنها كانت جزء من مرتفع صخري ونصلت منه أو انفردت. يوجد على واجهتها كتابات ثمودية قديمة ورسوم صخرية لأشكال حيوانية متنوعة وتقول الروايات الشعبية أن عنترة بن شداد ومحبوبته عبلة كانا يلتقيان تحت ظلها وبالقرب منها صخرة أخرى على شكل شجرة كبيرة ترتفع على ساق دقيقة يقال بأنها كانت مربطًا لفرس عنترة. | عيون الجواء |               |
| قرية المذنب      | يوجد في القرية 384 منزلاً طينيًا وأكثر من 40 محلًا تجاريًا، أعيد بناء السوق وروعي في بنائه النمط العمراني القديم واستخدمت الخامات والمواد الموجودة من الموقع نفسه بعد الاستعانة بكبار السن والمختصين في البناء القديم والترميم. تحوي القرية أنشطة ثقافية وتراثية. | المذنب      | 1316          |
| سوق المسوكف      | يقع بالقرب من سوق المسوكف القديم الذي تم إزالته في عام 1394 هـ والذي يعد من أهم أسواق نجد في ذلك الوقت، وأنشئ السوق الحالي عام 1428 هـ على نفقة شركة الزامل وتحت إشراف مكتب الآثار بعنيزة. تبلغ المساحة الإجمالية للسوق 5000 م2 ويتكون من 51 محل للرجال والنساء وملحقًا به متحف أقيم على مساحة 320 م2 وساحات للعروض ومجالس شعبية. | عنيزة       |               |
| بيت البسام       | قصر طيني يمثل طراز العمارة القديمة بعنيزة، لا يزال يحتفظ بجميع مرافق المنزل. وإلى جواره سوق المسوكف الشعبي بمتحفه التراثي وساحة للمزادات التراثية بالإضافة لمحلات الحرفيين وقطع التراث. يمتاز البيت بطرازه المعماري والذي يتمثل في طريقة بنائه مثل الارتفاع العالي للسقوف وقوة البناء ودقة التقسيم حيث يختص كل قسم بدور معين . قسم الرجال يحتوي على مجلسين صيفي وربيعي وقهوة قديمة، وكذلك قسم خاص للسكن العائلي وأقسام أخرى للضيوف.                            | عنيزة       | 1955          |
| قصر عذلة         | قصر تاريخي تبلغ مساحته 1300 م2، ويتكون من مرافق متكاملة من مجلس وروشن ومستودع لحفظ الأطعمة، ومسجد وبئر ماء قديمة، وغرفة للسواني، وغرفة للعمال، أعيد ترميمه ووضعت فيه بعض القطع التاريخية والأثرية. | الرس        | 1863          |
| نفق إبراهيم باشا | نفق حفره جند إبراهيم باشا أثناء حصار الرس، يقع حاليًا في قلب المحافظة. | الرس        | 1817          |

## طرق الحج عبر القصيم
- البصرة - مكة المكرمة ثم يمر بالصريف، العوسجة، القريتين، حتى ضرية.
- البصرة - المدينة المنورة من النيباج، قو، أثال، عيون الجواء، الناجية، الفوارة، حتى النقرة.
- البصرة- المدينة يبدأ بالمدرج، أبرق العزاف، بطن نخل، وهو مهجور للمخاوف.
- الكوفة - مكة وهو درب زبيدة، ولا يمر في المنطقة إلا في أجزاء يسيرة حيث يتقاطع مع فرع البصرة - المدينة عند النقرة.[57]

## العمارة
كانت عمارة القصيم تتألف من الطين في عملية البناء والإنشاء، وهو ما يسمى بالعمارة التقليدية النجدية أي العمارة المحلية على ذلك الطراز من المباني، وشكلت المباني على هيئة تجمعات عمرانية مجاورة للمزارع، وبمرور الوقت اتسعت الممرات الضيقة التي تنتهي بأحد المنازل، لأن وسيلة النقل في ذلك الوقت إما بالعربة المدفوعة باليد، أو الجمل، أو الحمار، أو العربات التي تكون بواسطة الدواب، وقد استمرت القصيم على طرازها المعماري إلى أن جاءت السيارات، وزاد اتساع الأحياء القديمة، وقد كانت طريقة البناء إما من خلال حفر الأساسات ووضع إساسات المبنى الحجرية، ويربط بين الحجارة بمونة طينية أو جصية وبعد ذلك يتم البناء باللبن، ومن ثم يتم وضع مونة طينية ثم يُصف اللبن حتى يبدأ بصف ثلاث أو أربع لبنات مترادفة، ثم تُترك ما بين يومين أو ثلاثة أيام حتى تجف، ثم يُبنى أعلاها مجموعة أخرى حتى يتم البناء، وتُعرف هذه الطريقة بالمداميك، أما الطريقة الأخرى المعروفة بالعروق التي تتم عن طريق تجهيز مونة طينية مع التبن والأحجار الصغيرة الحجم، وتُصف على هيئة أكوام متراصة ترتفع 30 سم، ويفصل بين كل صف وآخر خط كأنه حزام محفور، وتعتبر هذه الطريقة هي الشائعة في أغلب الجزيرة العربية، بعد ذلك تبدأ مرحلة سقف البناء، حيث توضع أخشاب الأثل المتراصة فوق الجدار، وفوقها جريد النخل، ثم يوضع عليها سعف النخل، ثم طبقة الطين المناسبة بسمك 10 سم، ويتم طلاء البناء من الداخل والخارج، حتى يخرج بالشكل النهائي، وتتفاوت فترة جاهزيته ما بين أسابيع إلى شهور.

## حوافز الاستثمار
إضافة إلى الدعم والمساندة الكبيرة والتسهيلات التي تقدمها الجهات الحكومية والإدارية بمنطقة القصيم لكافة الاستثمارات المحلية والأجنبية، فإن هناك لجنة لتطوير الاستثمار في المنطقة بين إمارة منطقة القصيم بالتعاون مع الغرفة التجارية الصناعية بالمنطقة، ومن نتائج هذا الاستثمار إنشاء أكبر مستشفى خاص بالمنطقة وهو مستشفى الدكتور سليمان الحبيب ببريدة.

## وصلات خارجية
- صفحة مدينة بريدة الرسمية  على فيسبوك.
- اكتشف القصيم - جهاز التنمية السياحية بالقصيم.
- موقع القصيم نت.